# 부적: 남의 운을 빼앗는 자
부적: 남의 운을 빼앗는 자는 한국에서 제작된 김세성 감독의 2022년 액션, 드라마 영화이다. 주영호 등이 주연으로 출연하였고 김세성 등이 제작에 참여하였다.

## 출연

### 주연
- 주영호
- 권해성
- 천민희
- 이호경

### 조연
- 김시아
- 권회수
- 김신덕
- 최준하

## 제작진
- 프로듀서: 서연제
- 제작실장: 최용규
- 제작부: 박희태
- 제작부: 유지혜
- 촬영부: 김민재
- 촬영부: 서연제
- 촬영부: 박민서
- 촬영부: 이동현
- 조명: 정민규
- 조명부: 박민서
- 조명부: 이동현
- 연출부: 최진혁
- 스크립터: 정은성
- 조감독: 최준하
- 동시녹음: 김상훈
- 음향효과: 한동우
- 믹싱: 한동우
- 사운드: 한동우
- 미술: 이지현
- -무술팀: 이유하
- -무술팀: 이금용
- -무술팀: 최태정
- -무술팀: 이용희
- -무술팀: 전찬웅
- -무술팀: 김준성
- -무술: 권회수
- 분장: 이수빈
- 마케팅총괄: 강기명
- 마케팅책임: 장원문
- 스토리보드: 김세성
- 모션그래픽디자이너: 정차빈
- 디지털색보정: 원하늘
- 배급총괄: 강기명
- 배급책임: 장원문
- 배급진행: 기상윤
- 마케팅진행: 기상윤
- 디지털배급 총괄: 이정이
- 디지털배급 진행: 곽하민
- 번역: 제니퍼 이어우드